# Alstonville
Alstonville est une ville rurale australienne située dans la zone d'administration locale du comté de Ballina, dans la région des Rivières du Nord en Nouvelle-Galles du Sud. 

## Géographie
Alstonville s'étend sur 29,589 km2 sur un plateau. Son centre est situé entre Ballina à 13 km à l'est et Lismore à 19 km à l'ouest. Elle est traversée par la Bruxner Highway.

## Démographie
En 2016, la population s'élevait à 5 066 habitants.